# Gemeinde Reinschdorf
Die Gemeinde Reinschdorf, polnisch Gmina Reńska Wieś ist eine Landgemeinde im Powiat Kędzierzyńsko-Kozielski der Woiwodschaft Opole in Polen. Sitz der zweisprachigen Landgemeinde ist Reinschdorf.

## Geografie
Die Gemeinde liegt im südlichen Oberschlesien und im Norden des Powiat Kędzierzyńsko-Kozielski. Ihre Fläche beträgt 97,91 km², davon sind 82 % Flächen für die Landwirtschaft und 10 % Waldflächen. Sie nimmt eine Fläche von 15,66 % des Landkreises ein.

## Ortschaften
In der Gemeinde befinden sich:
Orte mit Schulzenamt:
- Dembowa (Dębowa)
- Gieraltowitz (Gierałtowice)
- Juliusburg (Radziejów)
- Kamionka (Kamionka)
- Klein Nimsdorf (Naczysławki)
- Komorno (Komorno)
- Langlieben (Długomiłowice)
- Lenschütz (Łężce)
- Mechnitz (Mechnica)
- Nesselwitz (Pokrzywnica)
- Pickau (Bytków)
- Poborschau (Poborszów)
- Potzenkarb (Pociękarb)
- Reinschdorf (Reńska Wieś)
- Wiegschütz (Większyce)

## Bevölkerung
Neben der polnischen Bevölkerung gaben bei der Volkszählung 2002 3042 Personen (34,5 %) die deutsche Nationalität (Volkszugehörigkeit) an. Bei der Volkszählung 2011 lag der prozentuale Anteil der Deutschen bei 32 % bzw. 2648 Personen.
| Nationalität   | 2002   | 2002   | 2011 (2) | 2011 (2) | 2021 (2) | 2021 (2) |
| Nationalität   | Anzahl | Anteil | Anzahl   | Anteil   | Anzahl   | Anteil   |
| -------------- | ------ | ------ | -------- | -------- | -------- | -------- |
| Deutsch        | 3042   | 34,5 % | 2648     | 32 %     | 1713     | 21,04 %  |
| Polnisch       |        |        |          |          |          |          |
| Schlesisch (1) |        |        |          |          | 1289     | 15,83 %  |
| keine Angabe   |        |        |          |          |          |          |

1 = Wird nicht als Nationalität anerkannt.

2 = Mehrfachnennung möglich.

## Politik

### Gemeindevorsteher
An der Spitze der Gemeindeverwaltung steht der Gemeindevorsteher. Seit 2008 war dies Marian Wojciechowski, der bei der turnusmäßigen Neuwahl im Oktober 2018 nicht mehr antrat. Seither ist es Tomasz Kandziora von der Deutschen Minderheit. Bei der turnusmäßigen Wahl 2024 hatte Kandziora keinen Gegenkandidaten und wurde mit 80,2 % der Stimmen wiedergewählt.
Die turnusmäßige Wahl 2018 brachte folgendes Ergebnis:
- Tomasz Kandziora (Wahlkomitee Deutsche Minderheit): 59,3 % der Stimmen
- Norbert Greger (Wahlkomitee „Norbert Greger – Eine Gemeinde für die Menschen“): 31,4 % der Stimmen
- Klaudiusz Sambok (Wahlkomitee „Für eine sichere und gemeinsame Gemeinde“): 7,7 % der Stimmen
- Patryk Izaak (Schlesische Regionalpartei): 3,0 % der Stimmen

Damit wurde Kandziora bereits im ersten Wahlgang zum neuen Gemeindevorsteher gewählt.

### Gemeinderat
Der Gemeinderat besteht aus 15 Mitgliedern und wird direkt in Einpersonenwahlkreisen gewählt. Die Gemeinderatswahl 2018 führte zu folgendem Ergebnis:
- Schlesische Kommunalverwaltung (Deutsche Minderheit) 35,8 % der Stimmen, 13 Sitze
- Wahlkomitee „Aktiv für Langlieben“ 62,2 % der Stimmen, 2 Sitze

Der im Vergleich zur Sitzanzahl geringe Stimmenanteil des Wahlkomitees der Deutschen Minderheit resultiert daraus, dass in zwölf der 15 Wahlkreise lediglich ihr Kandidat antrat und dort deshalb keine Wahl stattfand. Lediglich in den drei Wahlkreisen für Langlieben kandidierten mehrere Kandidaten, von denen das örtliche Wahlkomitee „Aktiv für Langlieben“ zwei gewann.
Die Gemeinderatswahl 2018 führte zu folgendem Ergebnis:
- Wahlkomitee Deutsche Minderheit 54,6 % der Stimmen, 13 Sitze
- Wahlkomitee „Norbert Greger – Eine Gemeinde für die Menschen“ 34,5 % der Stimmen, 2 Sitze
- Wahlkomitee „Für eine sichere und gemeinsame Gemeinde“ 7,7 % der Stimmen, kein Sitz
- Schlesische Regionalpartei 2,3 %, kein Sitz